# Harald Leppin
Harald Leppin (* 14. Dezember 1957) war Fußballtorwart in der DDR-Oberliga, wo er kurzzeitig für die BSG Stahl Eisenhüttenstadt im Tor stand.

## Sportliche Laufbahn
Leppin begann seine Torwartlaufbahn sechsjährig beim Armeeklub FC Vorwärts Frankfurt (Oder). Im Alter von 18 Jahren wechselte er 1976 innerhalb des DDR-Bezirkes Frankfurt zur Betriebssportgemeinschaft (BSG) Stahl Eisenhüttenstadt. Dort stand er zunächst im Tor der 2. Mannschaft, die in der drittklassigen Bezirksliga spielte. Bereits zwei Jahre später war der 1,83 m große Leppin schon Stammtorwart der 1. Mannschaft in der zweitklassigen DDR-Liga. Zwischen November 1981 und April 1983 musste er seinen Wehrdienst ableisten und spielte während dieser Zeit wieder in der Bezirksliga Frankfurt für die Armeesportgemeinschaft Vorwärts Seelow. Anschließend kehrte Leppin zur BSG Stahl zurück, wo er zwischen 1985 und 1986 seinen Stammplatz an Holger Keipke verlor. In der Saison 1988/89 erkämpften sich die Stahlwerker überraschend den Aufstieg in die DDR-Oberliga, Leppin stand in allen 34 Punktspielen im Tor. In der Oberligasaison 1989/90 bestritt er nur die ersten drei Punktspiele. Obwohl er in diesen Partien nur ein Tor zugelassen hatte, wurde er vom vierten Spieltag an durch den kurzfristig von Motor Ludwigsfelde geholten Andreas Hawa ersetzt. Bis zum Ende der ersten Halbserie war Leppin nur noch Reservetorwart. Von Anfang 1990 bis Ende 1991 spielte Leppin wieder für den FC Vorwärts Frankfurt bzw. dessen Nachfolgeverein Frankfurter FC Viktoria. 1990 war er mit zwei DDR-Liga-Einsätzen wiederum am Aufstieg in die Oberliga beteiligt. 1992 kehrte Leppin nach Eisenhüttenstadt zurück, wo er schließlich beim BSG-Nachfolgeverein Eisenhüttenstädter FC Stahl seine Torwart-Laufbahn beendete.